# The Ballad of John and Yoko
Singles de The Beatles
Get Back/Don't Let Me Down
(1969) Something/Come Together
(1969)
Pistes de The Beatles 1967–1970
et Past Masters
Don't Let Me Down Old Brown Shoe
The Ballad of John and Yoko est une chanson des Beatles, écrite par John Lennon, mais créditée Lennon/McCartney, comme toutes les chansons du groupe composées par lui et Paul McCartney, en collaboration ou non. Elle est parue en single avec Old Brown Shoe de George Harrison en face B, le 30 mai 1969 en Grande-Bretagne, et le 4 juin aux États-Unis.
La chanson raconte les péripéties de John Lennon et de son épouse Yoko Ono, lorsqu'au mois de mars 1969, ils essaient de se marier en divers endroits, effectuent leur premier Bed-in pour la paix et se heurtent à l'incompréhension des journalistes et du public. Elle est enregistrée par les seuls Lennon et McCartney, en une seule séance le 14 avril 1969. C'est la première chanson des Beatles directement mixée en stéréo, et dont aucun mixage mono n'existe. Rapidement propulsée en tête des hit-parades britanniques, elle succède à Get Back, le précédent single des Fab Four, encore no 1 lorsqu'il est détrôné par cette nouvelle publication.

## Genèse
En mars 1969, John Lennon et Yoko Ono partent du port de Southampton, avec le projet de se marier en France, pour une « lune de miel au bord de la Seine ». Comme ce n'est pas possible, ils se tournent vers Gibraltar, territoire britannique, et le 20 mars, ils y convolent en justes noces. Dans la foulée, le couple rejoint Amsterdam, où il a loué la suite 902 de l'hôtel Hilton, et pendant une semaine, il reste au lit, s'offrant en pyjamas à la meute médiatique, tous les jours entre 10 h et 22 h, pour parler de paix, inlassablement. Pour faire de la « publicité » à la paix, en profitant de l'aura planétaire de John Lennon. C'est le fameux « Bed-in » qui sera également pratiqué à Montréal à l'hôtel Queen Elisabeth fin mai cette année-là. John et Yoko passent ensuite par Vienne puis rentrent à Londres où ils donnent une conférence de presse. 
C'est tout cela que John Lennon raconte en détail dans The Ballad of John and Yoko. Une chanson urgente qu'il apporte à Paul McCartney mi-avril en lui demandant, alors que George Harrison et Ringo Starr sont absents - le premier est à l'étranger, le second est en train de tourner le film The Magic Christian avec Peter Sellers - d'aller au plus vite en studio, tous les deux, pour l'enregistrer. 
Paul remarque tout d'abord les paroles qui lui rappellent sûrement de très mauvais souvenirs : Christ you know it ain't easy, You know how hard it can be. The way things are going They're going to crucify me (Christ, tu sais que ce n'est pas facile! Tu sais comme ça peut être dur ! Vu comment les choses se passent, ils vont finir par me crucifier !).
« Jésus-Christ ! Crucifier ! Tu plaisantes, non ? Tu vas encore rendre des gens furieux ! » s'exclame Paul. « Oui mais faisons-la ! » dit John. « Juste toi et moi, on fonce aux studios ! ». Paul donne son accord « Ok, je jouerai de la basse, du piano et de la batterie ». Des années après, Paul déclare « et il est bien possible que j'y aie joué de la guitare aussi ! ».  Il se trompe sur ce point.

## Enregistrement
The Ballad of John and Yoko est une chanson écrite, enregistrée et publiée dans l'urgence.  Le 14 avril 1969, John et Paul sont à pied d'œuvre dans le studio 3 d'Abbey Road avec George Martin et les ingénieurs du son Geoff Emerick et John Kurlander. Les choses ne traînent pas. Ils commencent par enregistrer la piste de base, Paul à la batterie, John avec sa guitare acoustique et au chant. Ils réalisent onze prises différentes. Tout se passe dans la bonne humeur, et dans la complicité entre les deux partenaires, dont on sait pourtant à quel point ils se sont déchirés en 1969. À un moment, sur une des prises, on entend John dire « Va un peu plus vite, Ringo ! » et Paul de répondre, « OK, George !». Paul se trompe plusieurs fois sur le break (trois coups de caisse claire) de la fin du pont, lorsque Lennon dit « Think! ». 
La prise 10 étant considérée comme la meilleure, c'est sur celle-là que Lennon et McCartney ajoutent basse, piano, chœurs, maracas (Paul), deux autres parties de guitare rythmique, chant, chœurs, percussions (John). Le studio a été réservé de 14h30 à 21 h, mais tout est fini avec une heure d'avance, y compris le mix stéréo, débouchant sur la publication du premier single des Beatles qui n'a pas de version mono.
« C'était à peine un morceau des Beatles, et pourtant c'en était un », dira George Martin. « John avait d'ailleurs déjà mentalement quitté le groupe. Je crois que c'est là que tout a commencé ». C'est-à-dire la formation du Plastic Ono Band, le départ de Lennon…
Il fut d'ailleurs avancé que Paul McCartney, en acceptant d'enregistrer le travail de son partenaire, en le faisant avec enthousiasme, pour déboucher sur la première face A signée John Lennon d'un single allant en tout en haut des charts depuis presque deux années (après All You Need Is Love en juillet 1967, tous les N°1 sont en effet l'œuvre de McCartney), aurait retardé l'échéance. Autrement dit, que Paul aurait suffisamment apaisé John pour que celui-ci reste avec les Beatles, le temps de réaliser durant l'été l'album Abbey Road avant de tirer définitivement sa révérence.

### Interprètes
- John Lennon :  chant, guitare acoustique, guitares électriques, percussions
- Paul McCartney : chœurs, basse, piano, batterie, maracas

### Équipe technique
- George Martin : producteur
- Geoff Emerick : ingénieur du son
- John Kurlander : ingénieur du son

## Paroles et musique
Le texte est sous la forme d'un journal qui raconte les péripéties de John et Yoko. La chanson elle-même, sur une structure rock classique en mi (mi, la, si, pont en la) est décrite par John Lennon comme « une ballade à l'ancienne. Ce n'est que l'histoire de notre mariage, de nos séjours à Paris, Amsterdam, Vienne, tout ça. C'est Johnny B. Paperback Writer ! »

## Parution et reprises
Publié rapidement après son enregistrement, le 30 mai 1969, sur un single où figure Old Brown Shoe de George Harrison en face B, The Ballad of John and Yoko atteint tout aussi rapidement la première place des charts en Angleterre. Il succède à un autre titre du groupe, Get Back. Les 16e et 17e N°1 des Beatles dans leur pays ! Mais pas aux États-Unis. La chanson est presque comme prévu interdite sur bon nombre de radios, et comme pronostiqué par Paul à cause des mots « Christ » et « Crucify » qui rappellent l'énorme scandale de 1966 (« Nous sommes plus populaires que Jésus ») provoqué en Amérique par John Lennon.  C'est le troisième et dernier single du groupe à être aussi publié en format  PocketDisc (en),.
Comme pour beaucoup d'autres chansons des Beatles sorties en single durant leur carrière, The Ballad of John and Yoko finira par se retrouver sur plusieurs compilations : Hey Jude en 1970, The Beatles 1967-1970 dit « album bleu » en 1973, Past Masters qui réunit depuis 1988 toutes les faces A et B des 45 tours du groupe et enfin « One » en 2000, qui comme son nom l'indique, compile tous leurs singles N°1.
La prise sept de l'enregistrement de cette chanson est incluse sur le deuxième disque de la version super de luxe de la réédition du 50e anniversaire de l'album Abbey Road qui sera publié le 27 septembre 2019.